# Herreros de Suso (kommun)
Herreros de Suso är en kommun i Spanien.   Den ligger i provinsen Provincia de Ávila och regionen Kastilien och Leon, i den centrala delen av landet, 120 km väster om huvudstaden Madrid. Antalet invånare är 164.